# Goupy (entreprise)
Pour les articles homonymes, voir Goupy.
Goupy était une société de construction aéronautique française créée par Ambroise Goupy.

## Modèles
- Triplan no 1, à moteur Anzani 50 CV.